# Wakame
Wakame (japonsky ワカメ, 若布, 和布, 稚海藻, Undaria pinnatifida) je druh hnědé řasy, který je pěstován pro konzumaci především jako součást pokrmů v japonské a korejské kuchyni.

## Popis
Jedná se o jednoletý druh, který prochází rodozměnou – v teplejších měsících má podobu makroskopickou (sporofyt) a v chladném období formu mikroskopickou (gametofyt). Jako sporofyt roste na kamenech v hloubce do 7 metrů a dorůstá délky 1–3 metry s pásovitými listy o délce 50–80 centimetrů.

## Rozšíření

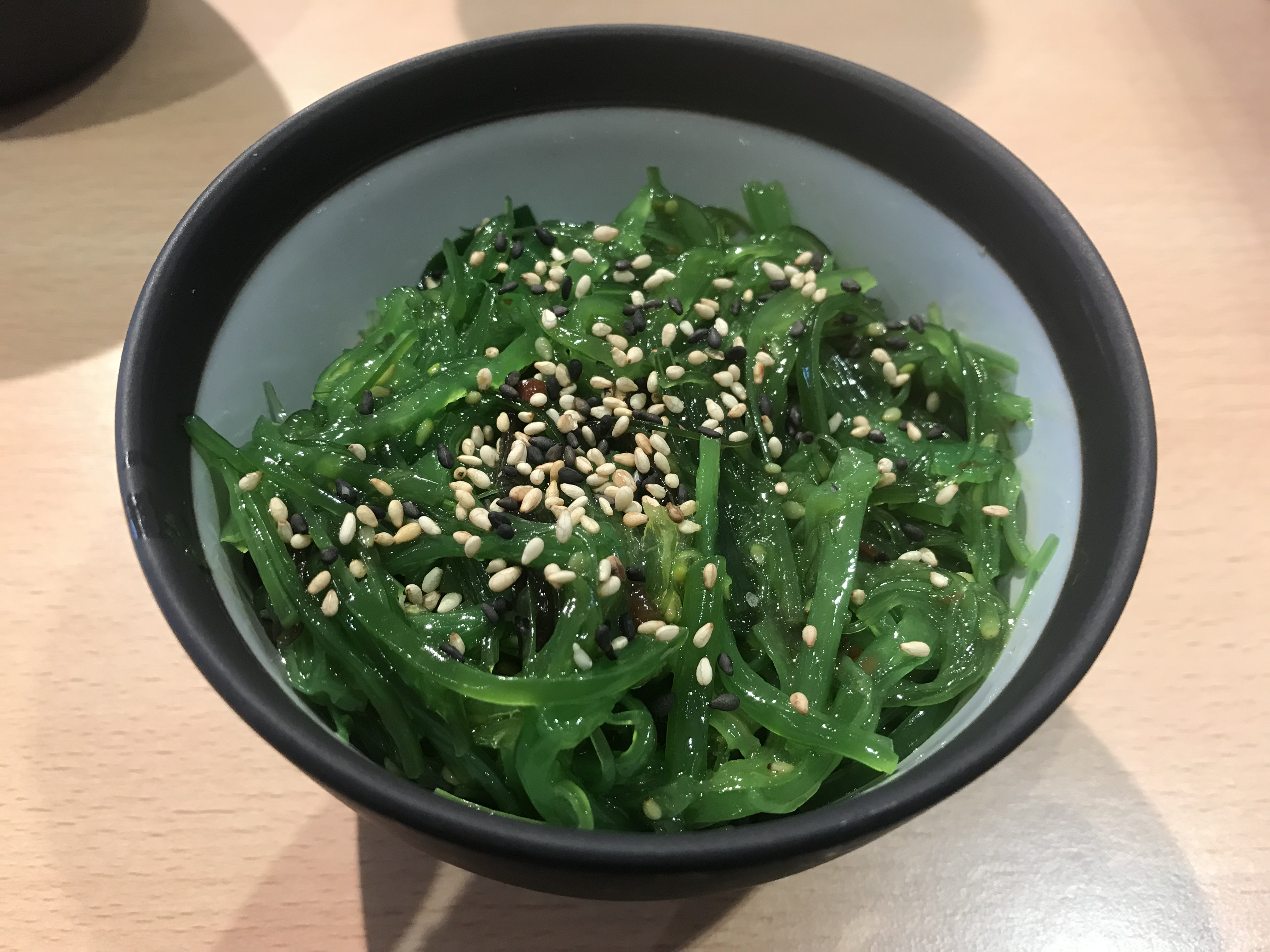
Wakame salát jako předkrm v suši restauraci

Původně se Undaria pinnatifida vyskytuje ve vodách u ruského, korejského, čínského a japonského pobřeží v Tichém oceánu. Mimo původní areál se pěstuje převážně na Novém Zélandu, v Austrálii, ve Francii a Španělsku. Jako invazní druh se vyskytuje na pobřeží Argentiny, Austrálie, Nového Zélandu, nebo na západním pobřeží Spojených států a Mexika. V Evropě byla volně rostoucí řasa wakame poprvé nalezena v laguně Étang de Thau na jihu Francie v roce 1971. Od té doby byl výskyt zaznamenán v Benátském zálivu, u pobřeží Portugalska a Španělska, v Lamanšském průlivu a v roce 2012 v Irském moři. Podle Globální databáze invazních druhů (Global invasive species database) je Undaria pinnatifida jedním ze sta nejnebezpečnějších invazních druhů.

## Využití

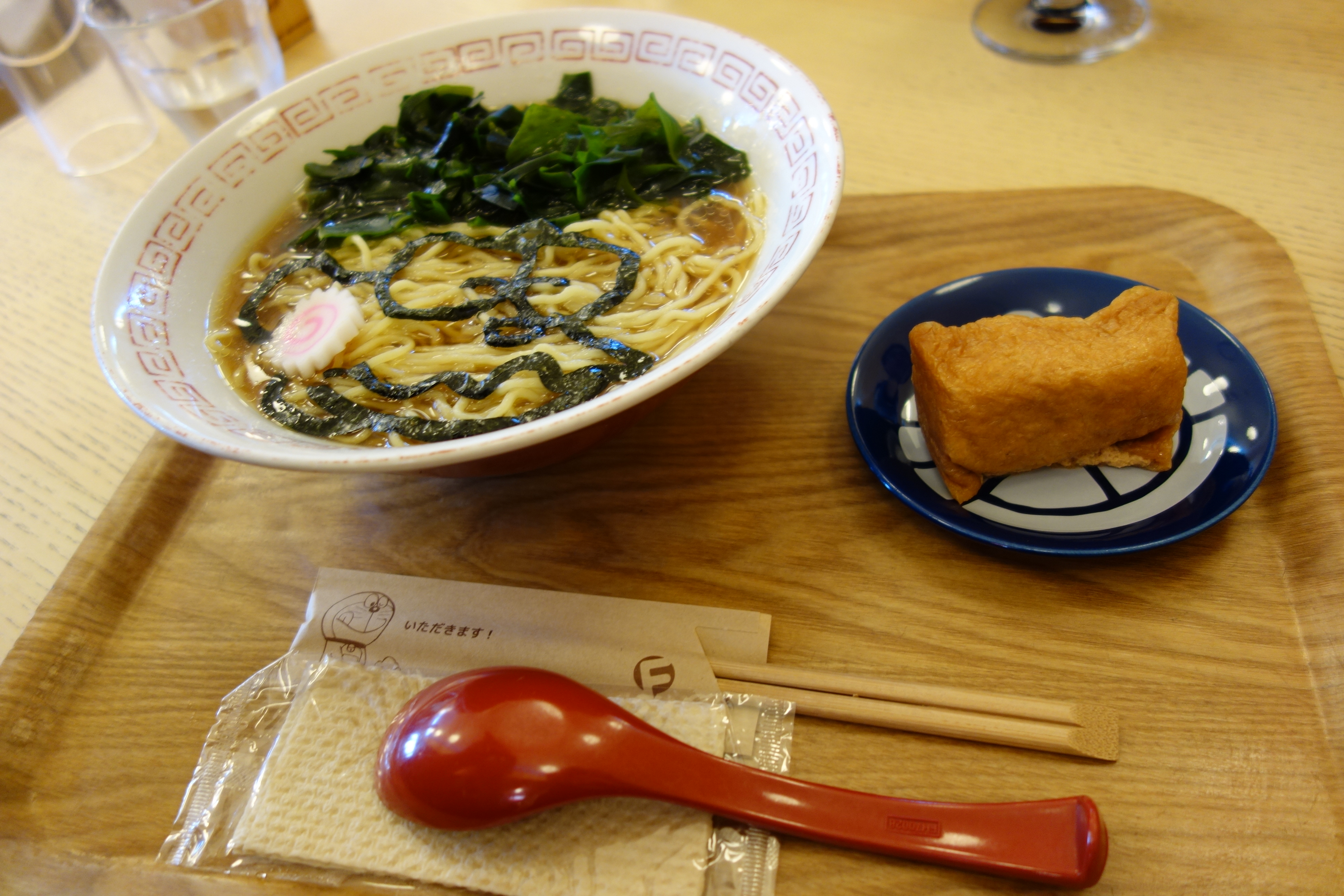
Polévka ramen s řasou wakame

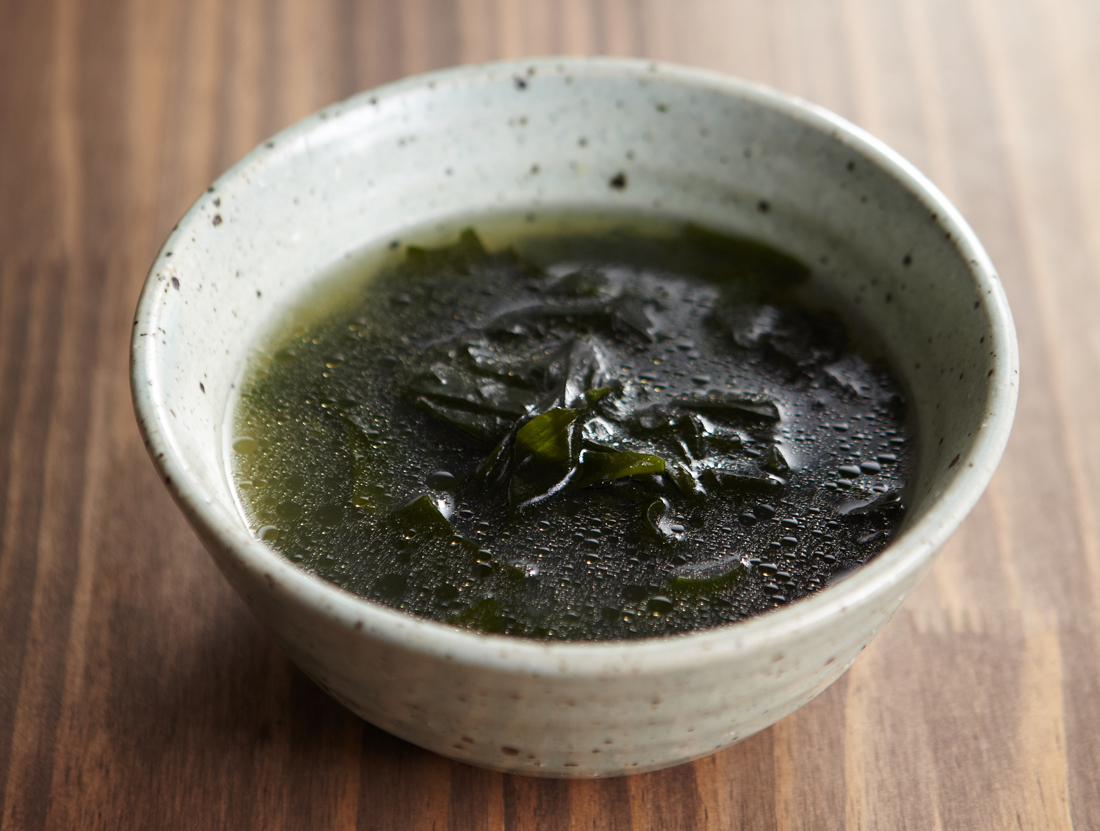
Korejská polévka mijok-guk

Pěstování wakame je v Japonsku doloženo již během období Nara v 8. století. První velkopěstírna vznikla v roce 1957 ve městě Masaki v prefektuře Ehime na ostrově Šikoku. Před založením podobných podniků se jednalo o luxusní zboží. Wakame se může konzumovat syrová a nebo se nejprve zpracuje sušením sluncem nebo spařením a nasolením. Nadrobno nasekané stonky wakame jsou dostupné jako „wakame salát“ (čuka wakame) se sezamovým olejem a semínky, sójovou omáčkou a chilli, nejčastěji v mražené podobě.
Wakame je spolu s nori a kombu jednou ze tří nejoblíbenějších mořských řas v japonské kuchyni, ve které je součástí polévek misoširu a ramen. Sporofyly wakame jsou považovány za delikatesu známou jako mekabu a jsou připravovány kandováním nebo smažením. Nejoblíbenějším korejským pokrmem s wakame je polévka mijok-guk s vývarem z ústřic. Kromě toho je užívána také v tradiční čínské medicíně.

### Nutriční hodnoty
Wakame má vysoký obsah jódu, vitamínu B3 a Omega-3 nenasycené mastné kyseliny eikosapentaenové. Stejně jako ostatní chaluhy, wakame má nízký obsah tuku. Je bohatá na vlákninu, které obsahuje více než nori nebo kombu.